# Ахунова, Турсуной Махмудовна
Турсуно́й Махму́довна Аху́нова (1937—1983) — бригадир механизированной бригады хлопкоробов колхоза имени С. М. Кирова (Ташкентская область, Узбекская ССР), дважды Герой Социалистического Труда, лауреат Ленинской премии.

## Биография
Родилась 20 мая 1937 года в кишлаке Эски Тошкент (ныне — посёлок Пахта Чиназского района Ташкентской области, Узбекистан). Узбечка. Работала в колхозе сборщицей хлопка. Окончила 8 классов школы, в 1954 году — Карасуйское училище механизации сельского хозяйства (Ошская область, Киргизия). Первой среди женщин-узбечек получила специальность механика-водителя хлопкоуборочной машины.
С 1954 года — механик-водитель хлопкоуборочной машины колхоза имени С. М. Кирова (Чиназский район Ташкентской области). За сезон 1955 года собрала всего 20 тонн хлопка (в то время как в целом по Пахтинской МТС выработка на одну машину составляла 30 тонн). Упорно добивалась повышения своего мастерства, достигнув нормы сбора 90 тонн хлопка-сырца. За сезон 1959 года собрала на своей хлопкоуборочной машине 210 тонн хлопка-сырца. 14 декабря 1959 года была награждена орденом Ленина, однако 25 декабря 1959 года это награждение было отменено и ей было присвоено звание Героя Социалистического Труда.
С января 1960 года — бригадир механизированной бригады хлопкоробов колхоза имени С. М. Кирова (Чиназский район Ташкентской области). Стала инициатором почина по механизации всех процессов возделывания хлопчатника.
Член КПСС с 1962 года. Депутат Верховного Совета СССР 6-8-го созывов (в 1962—1974 годах), была членом Президиума Верховного Совета СССР.
Умерла 21 сентября 1983 года. Похоронена на Чигатайском кладбище в Ташкенте.

## Награды
- дважды Герой Социалистического Труда:
  - 25.12.1959 — за достигнутые высокие показатели при уборке хлопка хлопкоуборочными машинами, что позволило значительно поднять производительность труда, снизив себестоимость и сократить сроки уборки хлопка, облегчить труд колхозников за высокий обмолот зерновых и масличных культур;
  - 20.02.1978 — за особо выдающиеся успехи, достигнутые во Всесоюзном социалистическом соревновании, проявленную трудовую доблесть в выполнении планов и социалистических обязательств по увеличению производства и продажи государству хлопка и других продуктов земледелия в 1977 году
- 3 ордена Ленина (25.12.1959; 14.02.1975; 20.02.1978)
- Орден Трудового Красного Знамени (11.01.1957) — за сбор на хлопкоуборочной машине 90 тонн хлопка-сырца
- медаль «За трудовое отличие» (01.03.1965)
- другие медали
- Ленинская премия (1967) — за участие во внедрении в производство хлопкоуборочной четырёхрядной машины «Узбекистан».[2]

## Память
Бронзовый бюст Т. Ахуновой установлен 20 апреля 1982 года в посёлке Пахта Чиназского района Ташкентской области (Узбекистан).
Фильм «Турсуной Ахунова» — режиссёр Расул Гуламов.

## Сочинения
- Ахунова Т. Машина, друг хлебороба. — М.: Сельхозгиз, 1960. — 36 с.
- Ахунова Т. Технология возделывания и уборки хлопчатника. — М.: Высшая школа, 1964. — 118 с.
- Ахунова Т. О том, что сердцу дорого. — М.: Молодая гвардия, 1961. — 150 с.
- Ахунова Т. О том, что сердцу дорого. — 3-е изд., перераб и доп.. — М.: Молодая гвардия, 1971. — 158 с.
- Ахунова Т. Слагаемые успеха. — Ташкент: Узбекистан, 1978. — 92 с.
- Ахунова Т. Человек воспитывается в коллективе. — М.: Профиздат, 1980. — 48 с.